# Paul Kipsiele Koech
Paul Kipsiele Koech (ur. 10 listopada 1981) – kenijski lekkoatleta, długodystansowiec.
Największe sukcesy odnosi w biegu na 3000 metrów z przeszkodami :
- srebrny medal igrzysk afrykańskich (Abudża 2003)[1]
- 2. miejsce podczas Światowego Finału IAAF (Monako 2003)
- brązowy medal Igrzysk olimpijskich (Ateny 2004)
- 3. miejsce w Światowym Finale IAAF (Monako 2004)
- 1. miejsce na Światowym Finale IAAF (Monako 2005)
- złoty medal Mistrzostw Afryki w lekkoatletyce (Bambous 2006)
- 1. miejsce podczas Światowego Finału IAAF (Stuttgart 2006)
- 2. miejsce w Pucharze świata (Ateny 2006)
- 1. miejsce na Światowym Finale IAAF (Stuttgart 2007)
- 1. miejsce podczas Światowego Finału IAAF (Stuttgart 2008)
- 2. lokata w Światowym Finale IAAF (Saloniki 2009)
- 4. miejsce na mistrzostwach świata (Berlin 2009)
- zwycięzca łącznej punktacji Diamentowej Ligi 2010[2]
- zwycięzca łącznej punktacji Diamentowej Ligi 2011[3]
- zwycięzca łącznej punktacji Diamentowej Ligi 2012[4].
- 4. miejsce na mistrzostwach świata (Moskwa 2013)

Koech jest również srebrnym medalistą Halowych Mistrzostw Świata w Lekkoatletyce (Bieg na 3000 m, Walencja 2008).

## Rekordy życiowe
- Bieg na 3000 metrów z przeszkodami – 7:54,31 (2012) 4. wynik w historii
- Bieg na 2000 metrów z przeszkodami – 5:17,04 (2010) halowy rekord świata[5][6]
- Bieg na 3000 metrów (hala) – 7:32,79 (2010)
- Bieg na 2 mile (hala) – 8:06,48  (2008) rekord Kenii
- Bieg na 5000 metrów (hala) – 13:02,69 (2012) 8. wynik w historii